# Forces armées de la Jamahiriya arabe libyenne
Pour les articles homonymes, voir Armée libyenne.
Les Forces armées de la Jamahiriya arabe libyenne (officiellement les Forces armées libyennes) étaient l'armée nationale de la Jamahariya arabe libyenne, de 1977 jusqu'à la chute de ce régime en 2011. Elles étaient composées de l'armée de terre, de l'armée de l'air, et de la marine de la Libye, et faisaient appel à la conscription. En 2008, le budget alloué était de 1,9 milliard de dollars et elles comptaient 76 000 hommes, dont 50 000 pour l'armée de terre, 18 000 dans l'aviation et 8 000 dans la marine.

## Historique
À la suite de la politique interventionniste du dirigeant libyen Kadhafi, elles reçoivent de nombreux matériels à partir des années 1970 d'origine souvent soviétique. Un contingent de 3 000 hommes appuyé par la chasse intervient en septembre 1972 en Ouganda lors d'une tentative de la rébellion de chasser Idi Amin Dada et bombarde des villages ougandais
Elles participent à la courte guerre égypto-libyenne entre le 24 et le 27 juillet 1977 et à la guerre ougando-tanzanienne de 1978-1979 dans laquelle 3 000 hommes appuyés par l'aviation dont des bombardiers tentent une nouvelle fois de soutenir le régime d'Idi Amin Dada, sans succès cette fois ci. De nombreuses et complexes opérations ont lieu au Tchad en appui souvent de l'un ou l'autre des partis qui se battent pour le pouvoir, comme le Front de libération nationale du Tchad, dès les années 1970. Elles se font contrer par les forces locales appuyées par l'armée française qui intervient lors de l'opération Manta, puis dans l'opération Épervier. Dans les années 1980, elles affrontent ponctuellement, à plusieurs reprises, les forces aéronavales des États-Unis, sans succès, notamment en 1981, puis lors de l'opération El Dorado Canyon et de l'incident du Golfe de Syrte de 1989.
À la suite d'un embargo imposé le 31 mars 1992 à cause d'actes de terrorisme d'État, les forces armées n'ont pu renouveler leur matériel et le budget de la défense était tombé, en 2001, à 339 millions de dollars américains. L'embargo fut levé en 2003 et la Libye a normalisé ses relations avec les puissances occidentales après 2003, à la suite de la promesse d'abandonner ses programmes d'armes de destruction massive, le budget militaire est remonté et est estimé en 2008 à 1,9 milliard de dollars.

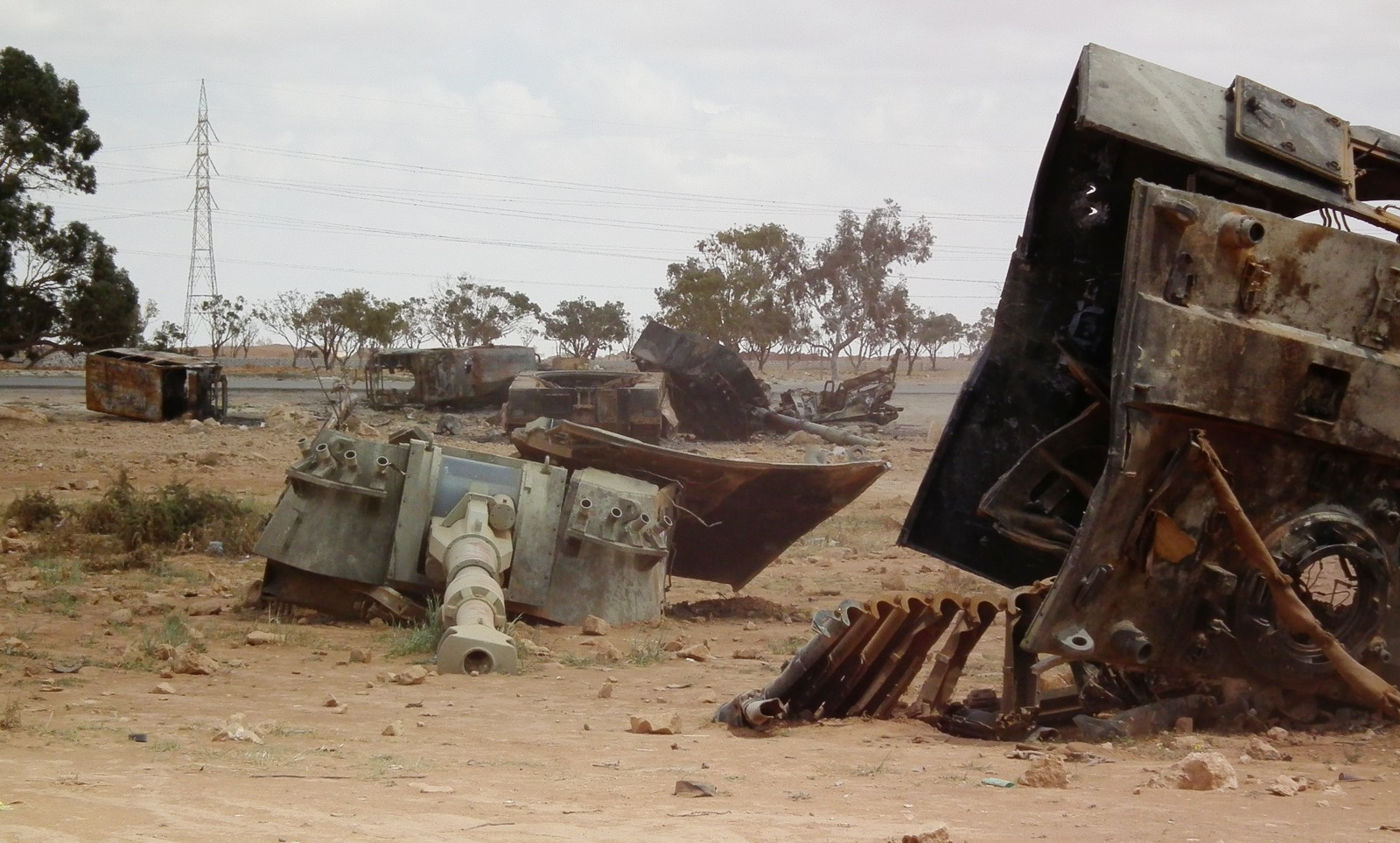
Obusiers automoteurs Palmaria mise hors de combat à Benghazi lors de la guerre civile.

Lors de la révolte libyenne de 2011, les forces armées se sont divisées entre les insurgés et les militaires restés fidèles à la Jamahiriya et une grande partie de son effectif a disparu de l'ordre de bataille contraignant le régime à utiliser outre ces militaires restés fidèles, des miliciens et des mercenaires (estimés à 30 000) et notamment originaires d'Afrique. Mouammar Kadhafi a également déclaré plusieurs fois laisser les arsenaux ouverts pour que la population fidèle au régime s'arme. L'intervention militaire internationale a neutralisé l'aviation, sa défense antiaérienne longue portée et sa marine.
À la suite de la victoire du Conseil national de transition (CNT), les forces armées sont réunies avec les unités de l'armée de libération nationale et un nouveau commandant, Khalifa Belqasim Haftar, a été nommé par ses pairs mais en novembre 2011, il existe de nombreux groupes d'irréguliers et la situation est instable.
L'armée nationale libyenne remplace l'armée de libération libyenne et les Forces armées libyennes à la suite de la guerre civile libyenne.

## Les forces armées au début duXXIesiècle
L’armée libyenne est mal entraînée et sous-équipée à l'exception de 3 brigades d'élite déployées à Tripoli dont la Brigade Khamis et de chasseurs de l'époque soviétique capables de bombarder. Cependant une partie de ce matériel, achetée principalement aux Soviétiques dans les années 1970 et 1980, est en mauvais état voire inutilisable.

### Armée de terre
Les forces terrestres sont composées avant la guerre civile de 46 bataillons indépendants et une brigade.
Son matériel est estimé en 2011 avant la guerre civile à: 
- 500 T-62 et T-55
- 150 T-72
- 50 BRDM-2
- 1 000 BMP-1
- 500 BMP-2
- 750 BTR-50/BTR-60
- 400 M113
- 100 EE-11 Urutu
- 70 EE-9 Cascavel (véhicules de reconnaissance)
- M109 Paladin
- Palmaria
- 1300 2S1 Gvozdika
- 600 2S3 Akatsiya
- 120 Canon automoteur DANA
- 36 RM-70
- 600 BM-21

En 2009, plus de 2 300 pièces artillerie ont été répertoriées dont 480 obusiers autopropulsés(190 D-30, 60 D-74, 330 M-46 etc., 600 lance-roquettes multiples BM-21), plus 500 mortiers, des missiles sol-sol type Frog-7 et Scud ou encore des missiles sol-air missiles Crotale.

### Marine

Pavillon utilisé de 1977 à 2011.

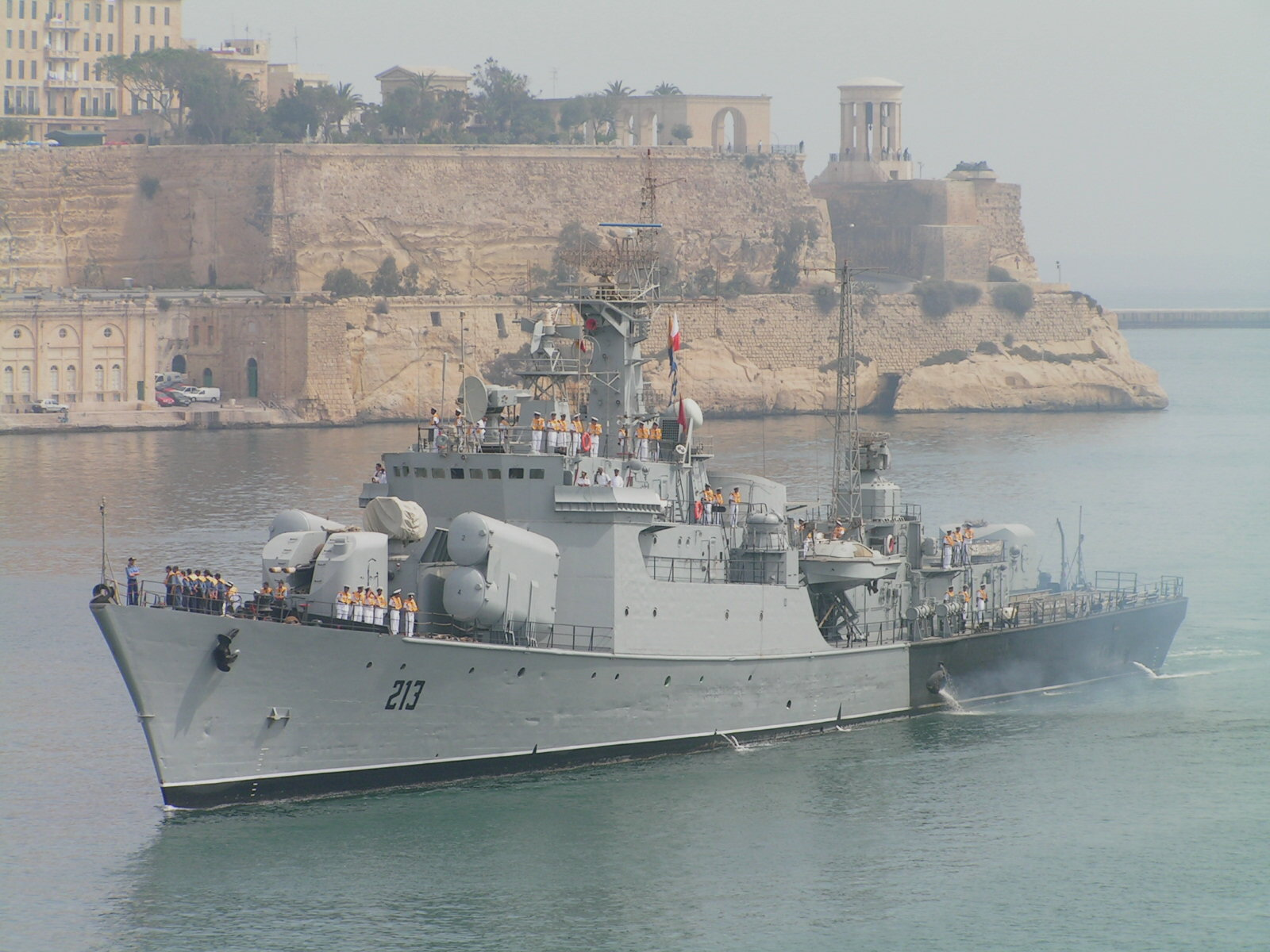
La frégate de classe Koni Al Ghardabia en 2005. Mise hors de combat par l'aviation française dans la nuit du 19 au 20 mai 2011.

En 2005, la marine libyenne était composée de :
- 2 frégates, Classe Koni de fabrication est-allemande (1 opérationnelle)
- 2 corvettes, Classe Nanuchka 2 de fabrication soviétique (2 opérationnelles)
- 9 navires d'attaque rapide, Classe Combattante II de fabrication française (7 opérationnels)
- 12 patrouilleurs, Classe Osa II de fabrication soviétique (6 opérationnels)
- 9 dragueurs de mines, Classe Natya de fabrication soviétique (5 opérationnels)
- 2 sous-marins classe Foxtrot (non-opérationnels)

Durant la guerre civile libyenne de 2011, l'équipage de la frégate 212 Al Hani de classe Koni refuse de canonner la ville de Benghazi et se réfugie dans la ville le 17 février 2011. La corvette Tariq-Ibn Ziyad (416) de classe Nanuchka, 2 patrouilleurs de classe Osa II et le dragueur de mines Ras Al Massad (123) feront plus tard également défection et s'abriteront à Benghazi.

### Aviation

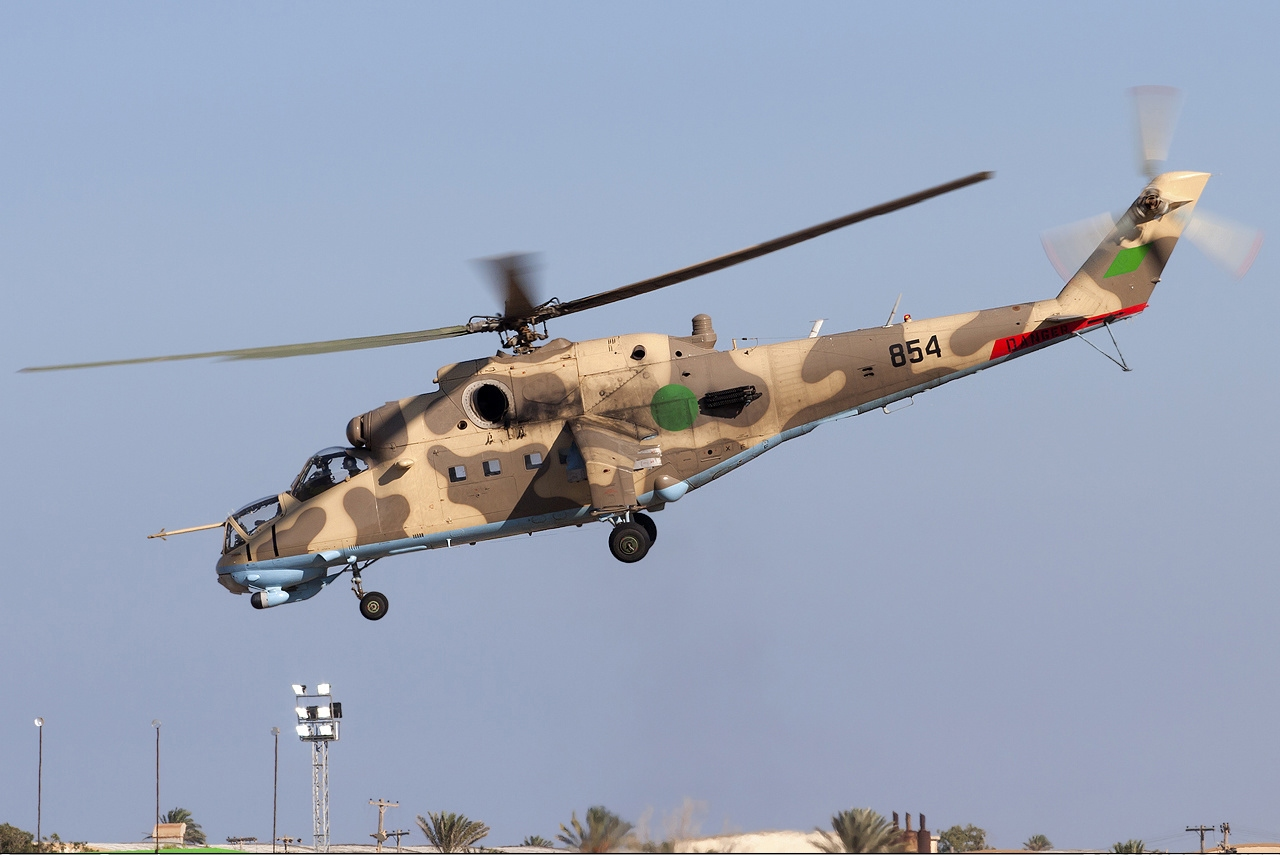
Mil Mi-35 libyen en 2009.

L'armée de l'air libyenne dispose de 13 bases aériennes et elle est essentiellement composée d'appareils de fabrication soviétique :
- Avion de chasse ; MiG-21, MiG-23 et de Mirage F1
- Bombardier ; Soukhoï Su-24, Soukhoï Su-22
- Appareil d'attaque au sol ; Mil Mi-24 et de Soko G-2 Galeb.

Très peu de forces aériennes libyennes sont opérationnelles, 40 à 80 aéronefs (chasseurs, hélicoptères, transport) selon les estimations, par manque d'entretien ou de pièces de rechange. Selon Marianne, l'armée de l'air libyenne n'a plus que deux Mirages F1 en état de vol et deux autres bloqués à Malte à cause de la défection de leurs pilotes, des 38 avions livrés par Dassault au début des années 1970.

### Armement chimique
Le pays s'était doté de trois sites de production d'armes chimiques sous le régime de Mouammar Kadhafi.
En 2012, on a découvert que le régime déchu possédait des stocks non déclarés d'armes chimiques outre les 11,5 tonnes de gaz moutarde qu'il lui restait à détruire dans le cadre de ses obligations.
Le 26 janvier 2014, le stock de 26,3 tonnes détenu au total par la Libye a fini d'être détruit par les États-Unis après un contrat d'un montant maximal de 950 millions de dollars passé en avril 2011 à trois sociétés.